# Iluminados (película)
Iluminados (estilizado como Il(U)minados) es un documental peruano de 2024 producido y dirigido por Ricardo Jhon. La película narra los eventos ocurridos antes, durante y después de la final de la Liga 1 2023 entre Universitario de Deportes y Alianza Lima, los dos clubes más emblemáticos e históricos del país que volvían a enfrentarse por un título nacional después de catorce años, culminando con triunfo de los merengues y el posterior apagado de luces del estadio Alejandro Villanueva por parte de los blanquiazules.
La película tuvo su avant premiere el 16 de febrero de 2024 antes de ser estrenado en salas de cine el 24 de febrero de 2024. Una secuela celebrando los cien años de fundación del club, Esta es la U, fue estrenada el 12 de diciembre de 2024.

## Contenido
Iluminados documenta los eventos suscitados en noviembre de 2023 luego de que Universitario de Deportes se consagre campeón nacional de la primera división peruana ante su clásico rival histórico Alianza Lima, a través de una serie de entrevistas con los jugadores y comando técnico del club merengue desde la obtención del título del Torneo Clausura que les permitió acceder a la final hasta el escandaloso apagado de luces del estadio Alejandro Villanueva para evitar las celebraciones del equipo rival, suceso que conmocionó y causó repercusión en medios internacionales.

## Lanzamiento
El primer tráiler de la cinta fue lanzado el 22 de enero de 2024. La película fue lanzada vía streaming a través de la plataforma Ticketmaster el 15 de febrero y posteriormente estrenada en cines nacionales el 24 de febrero debido a la alta demanda por parte de los aficionados. El 1 de mayo de 2024, fue lanzada gratuitamente a través del canal de YouTube de Universitario.

### Incidente de bengala
El 27 de febrero de 2024, durante una de las proyecciones de la película en un Cineplanet de San Juan de Miraflores, un aficionado encendió una bengala al término de la función que activó los protocolos de seguridad por parte del personal del cine. Debido a esta peligrosa acción, se canceló el estreno de la película en provincias y su posterior retiro en salas de Cineplanet.

## Secuela
El 13 de noviembre de 2024, después del bicampeonato de Universitario de Deportes en el año de su Centenario, se anunció el estreno de la película Esta es la U que narra los eventos históricos ocurridos durante sus cien años de fundación. La cinta fue estrenada a nivel nacional el 12 de diciembre de 2024.